# Собуль (Люблінське воєводство)
Собуль (пол. Soból) — село в Польщі, у гміні Тишівці Томашівського повіту Люблінського воєводства. Населення — 92 особи (2011).

## Історія
За даними етнографічної експедиції 1869—1870 років під керівництвом Павла Чубинського, у селі переважно проживали римо-католики, але населення здебільшого розмовляло українською мовою.
У 1975—1998 роках село належало до Замойського воєводства.

## Демографія
Демографічна структура станом на 31 березня 2011 року:
|          | Загалом | Допрацездатний вік | Працездатний вік | Постпрацездатний вік |
| -------- | ------- | ------------------ | ---------------- | -------------------- |
| Чоловіки | 46      | 7                  | 26               | 13                   |
| Жінки    | 46      | 8                  | 23               | 15                   |
| Разом    | 92      | 15                 | 49               | 28                   |